# 劉球
劉 球（りゅう きゅう、1392年 - 1443年）は、明代の官僚。字は求楽、またの字は廷振、号は両渓。本貫は吉安府安福県。

## 生涯
1421年（永楽19年）、進士に及第した。家居して読書すること10年、かれに従って学ぶ者は多かった。礼部儀制主事に任じられた。胡濙の推薦により経書の講義に近侍した。『宣宗実録』の編纂に参加して、翰林院侍講に転じた。従弟の劉玭が莆田知県だったとき、手織りの麻布を劉球に贈った。劉球はこれを送り返し、手紙を送って戒めた。1441年（正統6年）、英宗は王振の進言に従って、麓川の思任発の征討に大軍を動員した。劉球は上疏して麓川よりも北方のオイラトが脅威であると説いた。その上奏文は兵部に下されて回覧されたが、南征はすでに決定していたため、劉球の意見は用いられなかった。
1443年（正統8年）5月、奉天殿に落雷があった。劉球は英宗の詔に応じて優先すべきこと十事を言上した。再び麓川への南征を諫めたため、王振に憎まれた。欽天監正の彭徳清が劉球の上疏は王振を非難したものであると王振に告げたため、王振は激怒して、劉球を獄に下させ、指揮の馬順に処刑を命じた。6月丁亥、劉球は洪武帝や永楽帝を呼んで斬首され、その遺体はバラバラにされて獄戸の下に埋められた。1450年（景泰元年）、劉球はその名誉を回復され、翰林学士の位を追贈された。諡は忠愍といった。著書に『両渓集』24巻があった。

## 子女
- 劉鉞（長子、広東参政）
- 劉釪（次子、雲南按察使）